# Askar Mamin
Askar Uzacpaevici Mamin (în kazahă Асқар Ұзақбайұлы Мамин; n. 23 octombrie 1965, Țelinograd, RSS Kazahă, URSS) este actualul prim-ministru al Kazahstanului. A fost primul viceprim-ministru în perioada 9 septembrie 2016 - 21 februarie 2019. Anterior, el a fost președintele Kazahstan Temir Joli, compania națională de căi ferate din Kazahstan. El este, de asemenea, președinte al Federației de Hochei pe Gheață din Kazahstan, funcție pe care a ocupat-o în 2008.
Anterior, el a deținut funcția de äkim al Astanei între 2006 și 2008 și ministru al Transporturilor și Comunicațiilor în guvernul lui Daniyal Akhmetov din 2005 până în 2006. Mamin este membru al partidului politic de guvernănânt al Kazahstanului, Nur Otan.

## Biografie

### Tinerețe și educație

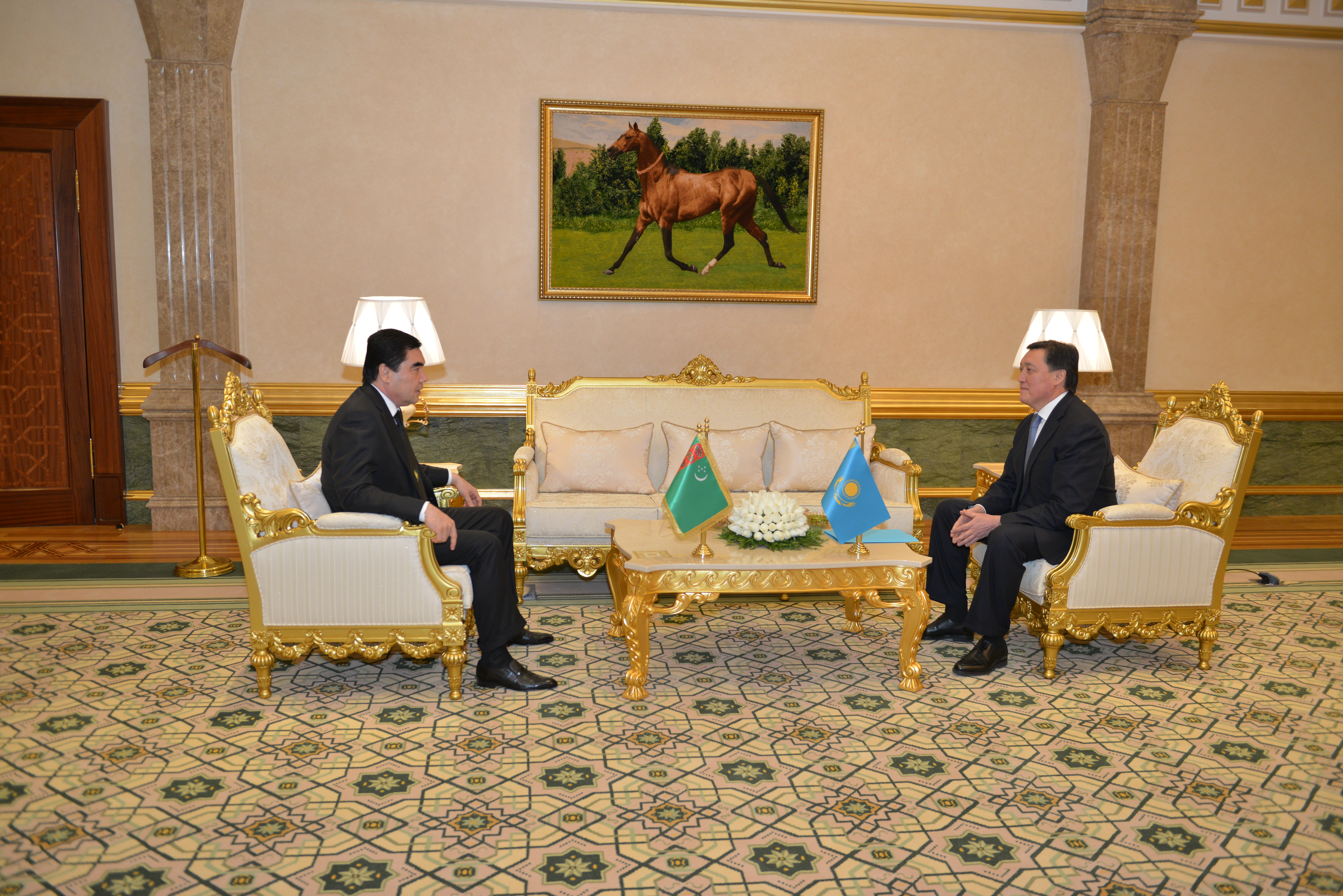
Mamin cu președintele Turkmenistanului.

Mamin s-a născut în Țelinograd (acum Nur-Sultan). A absolvit Institutul de Inginerie Civilă Țelinograd și Universitatea Rusă de Economie Plehanov cu specializări în inginerie civilă și economie.

### Carieră
Mamin și-a început cariera ca erector al trustului „Țelintiajstroi”. A fost director adjunct al Uniunii Întreprinderilor Inovatoare din Kazahstan. Din 1996 până în 2008, a ocupat funcția de prim-viceprimar al orașului Astana, vice-ministru al transporturilor și comunicațiilor al Republicii Kazahstan, prim-vice-ministru al industriei și comerțului al Republicii Kazahstan. Pe 21 septembrie 2006, Mamin a fost numit äkim al Astanei. El a ocupat această funcție până când a devenit președintele Kazahstan Temir Joli pe 17 aprilie 2008.
Pe 9 septembrie 2016, a fost numit prim-viceprim-ministru în guvernul lui Sagintayev. Pe 8 ianuarie 2018, Mamin s-a alăturat consiliului de administrație al companiei naționale Kazakh Tourism.
Pe 21 februarie 2019, premierul Bakîțan Saghintaiev a fost demis de Nursultan Nazarbaev. Drept urmare, Mamin a devenit prim-ministru interimar și a fost confirmat de Parlament ca fiind noul prim-ministru pe 25 februarie 2019.

## Viață personală
Askar Mamin este căsătorit cu Altynai Mamina. Cuplul are un fiu și o fiică: Daniyar (n. 1986) și Dinara (n. 1991).